# Tomás Vaquero
Dom Tomás Vaquero (Pirassununga, 26 de março de 1914 — Campinas, 2 de agosto de 1992) foi o segundo bispo da diocese católica de São João da Boa Vista, no estado brasileiro de São Paulo.

## Ordenações Episcopais
Ordenante Principal de:
- Dom Dadeus Grings (1991).
- Dom Luís Gonzaga Bergonzini (1992).